# Federal Correctional Institution Miami
Die Federal Correctional Institution, Miami (FCI Miami) ist ein US-amerikanisches Bundesgefängnis in Miami-Dade County, Florida. Es wurde 1976 in Betrieb genommen und wird auf niedriger Sicherheitsstufe betrieben. Es beherbergt nur männliche Häftlinge. 2002 hatte es 320 Angestellte und 1.205 Häftlinge.
Das Gefängnis liegt im Südwesten des Miami-Dade Countys, 30 Meilen von der Innenstadt Miamis entfernt. Es wird meistens dazu benutzt, Untersuchungshäftlinge, die sich vor dem U.S. District Court of Southern Florida verantworten müssen, gefangenzuhalten.

## Bekannte Insassen
- Anthony Mannarino[1], Soldato der DeCavalcante-Familie aus New Jersey.
- Bernard NiCastro[2], Soldato der DeCavalcante-Familie aus New Jersey.
- Manuel Noriega[3], ehemaliger panamaischer Regierungschef wurde bis 2007 dort gefangengehalten, bis er an Frankreich ausgeliefert wurde.
- Conrad Black[4], Betrüger
- Sanjay Kumar[5], Betrüger